# ماریو لاماس
 ماریو لاماس (انگلیسی: Mario Llamas؛ ۳۰ مارس ۱۹۲۸ – ۱۷ ژوئن ۲۰۱۴) یک تنیس‌باز اهل مکزیک بود.